# Tholocoleus
Tholocoleus là một chi bướm đêm thuộc họ Erebidae.